# San Leo
San Leo – miejscowość i gmina we Włoszech, w regionie Emilia-Romania, w prowincji Rimini.

## Demografia
Według danych na styczeń roku 2012 gminę zamieszkiwały 3 083 osoby a gęstość zaludnienia wynosiła 57,8 os./km².

## Miasta partnerskie
San Leo jest miastem partnerskim San Marino.